# Вулиця Владислава Веливока
Вулиця Владислава Веливока — вулиця в Личаківському районі Львова, у місцевості Знесіння. Пролягає від вулиці Новознесенської у північному напрямку, паралельно до вулиці Помірки, і наприкінці переходить у міжбудинковий проїзд між будинками № 29, 29-А і 29-Б по вулиці Польовій.

## Історія та забудова
Вулиця виникла у середині XX століття, назву Металістів отримала в 1957 році, на честь Львівського заводу залізобетонних виробів № 2, розташованого неподалік.
У жовтні 2016 року депутат Львівської міської ради від ВО «Свобода» Дмитро Чуніс на сесії ЛМР запропонував перейменувати вулицю Металістів на вулицю Владислава Веливока, на честь учасника АТО, який мешкав на цій вулиці і загинув у 2014 році у бою в районі селища Хрящувате під Луганськом. В 2022 році рішенням ЛМР вулицю перейменували, таким чином вулиця отримала сучасну назву, Владислава Веливока. 

## Забудова
Забудову вулиці складають двоповерхові будинки 1950-х років, наприкінці вулиці під № 9 височіє типова дев'ятиповерхівка 1980-х років.

## Видатні мешканці
- Веливок Владислав Валерійович (1979—2014) — підполковник 24-ї Окремої механізованої бригади, учасник АТО[6].